# 9887 Ashikaga
9887 Ashikaga è un asteroide della fascia principale. Scoperto nel 1995, presenta un'orbita caratterizzata da un semiasse maggiore pari a 2,6136544 au e da un'eccentricità di 0,1292762, inclinata di 4,14688° rispetto all'eclittica.